# Kvalspelet till världsmästerskapet i fotboll 1962
56 lag var med i kvalet till Världsmästerskapet i fotboll 1962, och spelade under 1960 och 1961 om de 16 platserna som erbjöds. Chile, som värdnation, och Brasilien, som försvarande mästare, var automatiskt kvalificerade för världsmästerskapet, vilket lämnade 14 platser öppna för kval.
Reglerna var detsamma som vid föregående kval, förutom det faktum att vinnarna av de svaga zonerna, Ostindien, Nord- och Centralamerika (Concacaf), Afrika (Caf) och Asien (AFC) inte garanterades direktplatser, som vid förra VM. Istället var de tvungna att spela playoffspel mot lag från Europa (UEFA) och Sydamerika (CONMEBOL).
De 16 platserna delades ut som följande:
- Europa (Uefa): 8 direktplatser + 2 playoffplatser (mot lag från CAF och AFC), som 30 länder spelade om (inkluderande Israel och Etiopien).
- Sydamerika (Conmebol): 5 direktplatser + 1 playoffplats (mot ett lag från CONCACAF), två direktplatser gick till Chile och Brasilien. De övriga 3,5 platserna spelade 7 länder om.
- Nordamerika, Centralamerika och Karibien (Concacaf): 1 playoffplats, som 8 länder spelade om.
- Afrika (Caf): 1 playoffplats (mot ett lag från Uefa), som 6 länder spelade om.
- Asien (AFC): 1 playoffplats (mot ett lag från Uefa), som 3 länder spelade om.

## Europa
De 30 lagen delades upp i tio grupper. Samtliga grupper hade olika regler:
- Grupp 1, 2, 3, 4, 5, 6 och 8 hade 3 lag i varje grupp. Varje land skulle spela hemma- och bortamöten mot varandra. Gruppvinnaren kvalificerade sig för VM.
- Grupp 7 hade 5 lag, där de spelade en utslagsturnering, med hemma- och bortamatcher. Gruppvinnaren kvalificerade sig för VM.
- Grupp 9 hade 2 lag, där de spelade en hemma- och en bortamatch mot varandra. Vinnaren gick vidare till playoff mot vinnaren i CAF:s (Afrika) kval.
- Grupp 10 hade 2 lag, där de spelade en hemma- och en bortamatch mot varandra. Vinnaren gick vidare till playoff mot vinnaren i AFC:s (Asien) kval.

### UEFA Grupp 1
| Nr | Lag     | S | V | O | F | GM | IM | MS | P |
| -- | ------- | - | - | - | - | -- | -- | -- | - |
| 1  | Sverige | 4 | 3 | 0 | 1 | 10 | 3  | +7 | 6 |
| 2  | Schweiz | 4 | 3 | 0 | 1 | 5  | 3  | +2 | 6 |
| 3  | Belgien | 4 | 0 | 0 | 4 | 3  | 12 | −9 | 0 |

| Hemma \ Borta | Belgien | Schweiz | Sverige |
| Belgien       | —       | 2–4     | 0–2     |
| Schweiz       | 2–1     | —       | 3–2     |
| Sverige       | 2–0     | 4–0     | —       |

Omspel:

12 november 1961, Berlin, Västtyskland -  Schweiz -  Sverige 2–1

Schweiz vidare från grupp 1 efter omspel.

### UEFA Grupp 2
| Nr | Lag       | S | V | O | F | GM | IM | MS | P |
| -- | --------- | - | - | - | - | -- | -- | -- | - |
| 1  | Frankrike | 4 | 3 | 0 | 1 | 10 | 3  | +7 | 6 |
| 2  | Bulgarien | 4 | 3 | 0 | 1 | 6  | 4  | +2 | 6 |
| 3  | Finland   | 4 | 0 | 0 | 4 | 3  | 12 | −9 | 0 |

| Hemma \ Borta | Bulgarien | Finland | Frankrike |
| Bulgarien     | —         | 3–1     | 1–0       |
| Finland       | 0–2       | —       | 1–2       |
| Frankrike     | 3–0       | 5–1     | —         |

Omspel:

16 december 1961, Milano, Italien -  Bulgarien -  Frankrike 1–0
Bulgarien vidare från grupp 2 efter omspel.

### UEFA Grupp 3
| Nr | Lag          | S | V | O | F | GM | IM | MS | P |
| -- | ------------ | - | - | - | - | -- | -- | -- | - |
| 1  | Västtyskland | 4 | 4 | 0 | 0 | 11 | 5  | +6 | 8 |
| 2  | Nordirland   | 4 | 1 | 0 | 3 | 7  | 8  | −1 | 2 |
| 3  | Grekland     | 4 | 1 | 0 | 3 | 3  | 8  | −5 | 2 |

| Hemma \ Borta | Grekland | Nordirland | Västtyskland |
| Grekland      | —        | 2–1        | 0–3          |
| Nordirland    | 2–0      | —          | 3–4          |
| Västtyskland  | 2–1      | 2–1        | —            |

Västtyskland vidare från grupp 3.

### UEFA grupp 4
| Nr | Lag           | S | V | O | F | GM | IM | MS | P |
| -- | ------------- | - | - | - | - | -- | -- | -- | - |
| 1  | Ungern        | 4 | 3 | 1 | 0 | 11 | 5  | +6 | 7 |
| 2  | Nederländerna | 3 | 0 | 2 | 1 | 4  | 7  | −3 | 2 |
| 3  | Östtyskland   | 3 | 0 | 1 | 2 | 3  | 6  | −3 | 1 |

| Hemma \ Borta | Nederländerna | Ungern | Östtyskland |
| Nederländerna | —             | 0–3    | —           |
| Ungern        | 3–3           | —      | 2–0         |
| Östtyskland   | 1–1           | 2–3    | —           |

Matchen mellan Nederländerna och Östtyskland spelades aldrig, på grund av att tyskarna inte beviljades visum. Matchen, som skulle spelats den 1 oktober 1961, hade dock ingen påverkan på gruppen. Ungern vidare från grupp 4.

### UEFA grupp 5
| Nr | Lag           | S | V | O | F | GM | IM | MS | P |
| -- | ------------- | - | - | - | - | -- | -- | -- | - |
| 1  | Sovjetunionen | 4 | 4 | 0 | 0 | 11 | 3  | +8 | 8 |
| 2  | Turkiet       | 4 | 2 | 0 | 2 | 4  | 4  | 0  | 4 |
| 3  | Norge         | 4 | 0 | 0 | 4 | 3  | 11 | −8 | 0 |

| Hemma \ Borta | Norge | Sovjetunionen | Turkiet |
| Norge         | —     | 0–3           | 0–1     |
| Sovjetunionen | 5–2   | —             | 1–0     |
| Turkiet       | 2–1   | 1–2           | —       |

Sovjetunionen vidare från grupp 5.

### UEFA grupp 6
| Nr | Lag       | S | V | O | F | GM | IM | MS  | P |
| -- | --------- | - | - | - | - | -- | -- | --- | - |
| 1  | England   | 4 | 3 | 1 | 0 | 16 | 2  | +14 | 7 |
| 2  | Portugal  | 4 | 1 | 1 | 2 | 9  | 7  | +2  | 3 |
| 3  | Luxemburg | 4 | 1 | 0 | 3 | 5  | 21 | −16 | 2 |

| Hemma \ Borta | England | Luxemburg | Portugal |
| England       | —       | 4–1       | 2–0      |
| Luxemburg     | 0–9     | —         | 4–2      |
| Portugal      | 1–1     | 6–0       | —        |

England vidare från grupp 6.

### UEFA grupp 7

#### Tredje omgången
Italien vidare från grupp 7.

### UEFA grupp 8
| Nr | Lag             | S | V | O | F | GM | IM | MS  | P |
| -- | --------------- | - | - | - | - | -- | -- | --- | - |
| 1  | Tjeckoslovakien | 4 | 3 | 0 | 1 | 16 | 5  | +11 | 6 |
| 2  | Skottland       | 4 | 3 | 0 | 1 | 10 | 7  | +3  | 6 |
| 3  | Irland          | 4 | 0 | 0 | 4 | 3  | 17 | −14 | 0 |

| Hemma \ Borta   | Irland | Skottland | Tjeckoslovakien |
| Irland          | —      | 0–3       | 1–3             |
| Skottland       | 4–1    | —         | 3–2             |
| Tjeckoslovakien | 7–1    | 4–0       | —               |

Omspel:

29 november 1961, Bryssel, Belgien -  Tjeckoslovakien -  Skottland 4–2 (e fl)
Tjeckoslovakien vidare från grupp 8 efter omspel.

### UEFA grupp 9
| Nr | Lag     | S | V | O | F | GM | IM | MS | P |
| -- | ------- | - | - | - | - | -- | -- | -- | - |
| 1  | Spanien | 2 | 1 | 1 | 0 | 3  | 2  | +1 | 3 |
| 2  | Wales   | 2 | 0 | 1 | 1 | 2  | 3  | −1 | 1 |

| Hemma \ Borta | Spanien | Wales |
| Spanien       | —       | 1–1   |
| Wales         | 1–2     | —     |

Spanien vidare till playoff mot vinnaren i CAF:s kvalspel.

### UEFA grupp 10
| Nr | Lag         | S | V | O | F | GM | IM | MS | P |
| -- | ----------- | - | - | - | - | -- | -- | -- | - |
| 1  | Jugoslavien | 2 | 1 | 1 | 0 | 3  | 2  | +1 | 3 |
| 2  | Polen       | 2 | 0 | 1 | 1 | 2  | 3  | −1 | 1 |

| Hemma \ Borta | Socialistiska federativa republiken Jugoslavien | Polen |
| Jugoslavien   | —                                               | 2–1   |
| Polen         | 1–1                                             | —     |

Jugoslavien vidare till playoff mot vinnaren i AFC:s kvalspel.

## Sydamerika
7 lag spelade i kvalspelet i Sydamerika (Chile kvalificerade som värdnation, Brasilien som regerande mästare, Venezuela deltog ej). Av de här sju lottades Paraguay att få spela mot vinnaren av CONCACAF:s kvalspel. De resterande sex lagen delades in i tre grupper om två lag i varje grupp. De spelade dubbelmöte och vinnaren gick vidare till VM.

### CONMEBOL grupp 1
| Nr | Lag       | S | V | O | F | GM | IM | MS | P |
| -- | --------- | - | - | - | - | -- | -- | -- | - |
| 1  | Argentina | 2 | 2 | 0 | 0 | 11 | 3  | +8 | 4 |
| 2  | Ecuador   | 2 | 0 | 0 | 2 | 3  | 11 | −8 | 0 |

| Hemma \ Borta | Argentina | Ecuador |
| Argentina     | —         | 5–0     |
| Ecuador       | 3–6       | —       |

Argentina vidare från grupp 1.

### CONMEBOL grupp 2
| Nr | Lag     | S | V | O | F | GM | IM | MS | P |
| -- | ------- | - | - | - | - | -- | -- | -- | - |
| 1  | Uruguay | 2 | 1 | 1 | 0 | 3  | 2  | +1 | 3 |
| 2  | Bolivia | 2 | 0 | 1 | 1 | 2  | 3  | −1 | 1 |

| Hemma \ Borta | Bolivia | Uruguay |
| Bolivia       | —       | 1–1     |
| Uruguay       | 2–1     | —       |

Uruguay vidare från grupp 2.

### CONMEBOL grupp 3
| Nr | Lag      | S | V | O | F | GM | IM | MS | P |
| -- | -------- | - | - | - | - | -- | -- | -- | - |
| 1  | Colombia | 2 | 1 | 1 | 0 | 2  | 1  | +1 | 3 |
| 2  | Peru     | 2 | 0 | 1 | 1 | 1  | 2  | −1 | 1 |

| Hemma \ Borta | Bolivia | Peru |
| Colombia      | —       | 1–0  |
| Peru          | 1–1     | —    |

Colombia vidare från grupp 3.

## Nord- och centralamerika samt Karibien
Kanada drog sig ur innan kvalspelet hunnit börja. Det skulle spelas två omgångar:
- Första omgången: De sju resterande lagen delades in i tre grupper om två eller tre lag (lag från Nordamerika placerades i en grupp, de från Centralamerika i en annan och de från Karibien i ytterligare en annan). Vinnarna gick vidare till sista omgången. Vinnaren där gick vidare till playoff mot Paraguay.

### CONCACAF första omgången

#### Grupp 1
| Nr | Lag    | S | V | O | F | GM | IM | MS | P |
| -- | ------ | - | - | - | - | -- | -- | -- | - |
| 1  | Mexiko | 2 | 1 | 1 | 0 | 6  | 3  | +3 | 3 |
| 2  | USA    | 2 | 0 | 1 | 1 | 3  | 6  | −3 | 1 |

| Hemma \ Borta | Mexiko | USA |
| Mexiko        | —      | 3–0 |
| USA           | 3–3    | —   |

Mexiko vidare till sista omgången.

#### Grupp 2
| Nr | Lag        | S | V | O | F | GM | IM | MS | P |
| -- | ---------- | - | - | - | - | -- | -- | -- | - |
| 1  | Costa Rica | 4 | 2 | 1 | 1 | 13 | 8  | +5 | 5 |
| 2  | Honduras   | 4 | 2 | 1 | 1 | 5  | 7  | −2 | 5 |
| 3  | Guatemala  | 4 | 0 | 2 | 2 | 7  | 10 | −3 | 2 |

| Hemma \ Borta | Costa Rica | Guatemala | Honduras |
| Costa Rica    | —          | 3–2       | 5–0      |
| Guatemala     | 4–4        | —         | 0–2      |
| Honduras      | 2–1        | 1–1       | —        |

- Omspel:
  - Costa Rica - Honduras: 1–0

Costa Rica vidare till sista omgången.

#### Grupp 3
| Nr | Lag                     | S | V | O | F | GM | IM | MS | P |
| -- | ----------------------- | - | - | - | - | -- | -- | -- | - |
| 1  | Nederländska Antillerna | 2 | 1 | 1 | 0 | 2  | 1  | +1 | 3 |
| 2  | Nederländska Guyana     | 2 | 0 | 1 | 1 | 1  | 2  | −1 | 1 |

| Hemma \ Borta           | Nederländska Antillerna | Nederländska Guyana |
| Nederländska Antillerna | —                       | 0–0                 |
| Nederländska Guyana     | 1–2                     | —                   |

Nederländska Antillerna vidare till sista omgången.

### CONCACAF sista omgången
| Nr | Lag                     | S | V | O | F | GM | IM | MS  | P |
| -- | ----------------------- | - | - | - | - | -- | -- | --- | - |
| 1  | Mexiko                  | 4 | 2 | 1 | 1 | 11 | 2  | +9  | 5 |
| 2  | Costa Rica              | 4 | 2 | 0 | 2 | 8  | 6  | +2  | 4 |
| 3  | Nederländska Antillerna | 4 | 1 | 1 | 2 | 2  | 13 | −11 | 3 |

| Hemma \ Borta           | Costa Rica | Nederländska Antillerna | Mexiko |
| Costa Rica              | —          | 6–0                     | 1–0    |
| Nederländska Antillerna | 2–0        | —                       | 0–0    |
| Mexiko                  | 4–1        | 7–0                     | —      |

Mexiko vidare till playoff mot Paraguay.

## Afrika
Det fanns två omgångar:
- Första omgången: De sex lagen delades upp i tre grupper om två lag. De spelade dubbelmöten och vinnaren gick vidare till sista omgången.
- Sista omgången: De tre lagen spelade i en grupp och vinnaren gick till playoff mot ett lag från UEFA:s kvalspel.

### CAF första omgången

#### Grupp 1
I grupp 1 drog sig både Egypten och Sudan ur, så ingen gick vidare till sista omgången.

#### Grupp 2
| Nr | Lag      | S | V | O | F | GM | IM | MS | P |
| -- | -------- | - | - | - | - | -- | -- | -- | - |
| 1  | Marocko  | 2 | 1 | 0 | 1 | 3  | 3  | 0  | 2 |
| 2  | Tunisien | 2 | 1 | 0 | 1 | 3  | 3  | 0  | 2 |

| Hemma \ Borta | Marocko | Tunisien |
| Marocko       | —       | 2–1      |
| Tunisien      | 2–1     | —        |

- Omspel
  - Marocko - Tunisien: 1–1.

Marocko vidare till sista omgången efter slantsingling.

#### Grupp 3
| Nr | Lag     | S | V | O | F | GM | IM | MS | P |
| -- | ------- | - | - | - | - | -- | -- | -- | - |
| 1  | Ghana   | 2 | 1 | 1 | 0 | 6  | 3  | +3 | 3 |
| 2  | Nigeria | 2 | 0 | 1 | 1 | 3  | 6  | −3 | 1 |

| Hemma \ Borta | Ghana | Nigeria |
| Ghana         | —     | 4–1     |
| Nigeria       | 2–2   | —       |

Ghana vidare till sista omgången.

### CAF sista omgången
| Nr | Lag     | S | V | O | F | GM | IM | MS | P |
| -- | ------- | - | - | - | - | -- | -- | -- | - |
| 1  | Marocko | 2 | 1 | 1 | 0 | 1  | 0  | +1 | 3 |
| 2  | Ghana   | 2 | 0 | 1 | 1 | 0  | 1  | −1 | 1 |

| Hemma \ Borta | Ghana | Marocko |
| Ghana         | —     | 0–0     |
| Marocko       | 1–0   | —       |

Marocko vidare till playoff mot ett lag från UEFA:s kvalspel.

## Asien
Det spelades endast en omgång med tre lag i en grupp. Vinnaren fick spela playoff mot ett lag från UEFA:s kvalspel. Indonesien drog sig dock ur innan kvalspelet hann börja.

### AFC sista omgången
| Nr | Lag      | S | V | O | F | GM | IM | MS | P |
| -- | -------- | - | - | - | - | -- | -- | -- | - |
| 1  | Sydkorea | 2 | 2 | 0 | 0 | 4  | 1  | +3 | 4 |
| 2  | Japan    | 2 | 0 | 0 | 2 | 1  | 4  | −3 | 0 |

| Hemma \ Borta | Japan | Sydkorea |
| Japan         | —     | 0–2      |
| Sydkorea      | 2–1   | —        |

Sydkorea vidare till UEFA:s kvalspel.

## Playoffspel
Det spelades 3 playoffspel. Det var två lag från Europa, ett från Afrika, ett från Asien, två från Sydamerika och ett från Nordamerika.

### UEFA - CAF
| Nr | Lag     | S | V | O | F | GM | IM | MS | P |
| -- | ------- | - | - | - | - | -- | -- | -- | - |
| 1  | Spanien | 2 | 2 | 0 | 0 | 4  | 2  | +2 | 4 |
| 2  | Marocko | 2 | 0 | 0 | 2 | 2  | 4  | −2 | 0 |

| Hemma \ Borta | Marocko | Spanien |
| Marocko       | —       | 0–1     |
| Spanien       | 3–2     | —       |

Spanien vidare från UEFA/CAF-playoffspelet.

### UEFA - AFC
| Nr | Lag         | S | V | O | F | GM | IM | MS | P |
| -- | ----------- | - | - | - | - | -- | -- | -- | - |
| 1  | Jugoslavien | 2 | 2 | 0 | 0 | 8  | 2  | +6 | 4 |
| 2  | Sydkorea    | 2 | 0 | 0 | 2 | 2  | 8  | −6 | 0 |

| Hemma \ Borta | Socialistiska federativa republiken Jugoslavien | Sydkorea |
| Jugoslavien   | —                                               | 5–1      |
| Sydkorea      | 1–3                                             | —        |

Jugoslavien vidare från UEFA/AFC-playoff-spelet.

### CONMEBOL - CONCACAF
| Nr | Lag      | S | V | O | F | GM | IM | MS | P |
| -- | -------- | - | - | - | - | -- | -- | -- | - |
| 1  | Mexiko   | 2 | 1 | 1 | 0 | 1  | 0  | +1 | 3 |
| 2  | Paraguay | 2 | 0 | 1 | 1 | 0  | 1  | −1 | 1 |

| Hemma \ Borta | Mexiko | Paraguay |
| Mexiko        | —      | 1–0      |
| Paraguay      | 0–0    | —        |

Mexiko vidare från CONMEBOL/CONCACAF-playoffspelet.

## Kvalificerade lag
Totalt kvalificerade sig 10 lag från UEFA (Europa), fem lag från CONMEBOL (Sydamerika, varav två direktkvalificerade) och ett lag från CONCACAF (Nord-/Centralamerika och Karibien). Inga lag från AFC (Asien) och CAF (Afrika) kvalificerade sig således till världsmästerskapet 1962.
| - Chile (värdnation) - Brasilien (regerande mästare) - Schweiz (UEFA grupp 1) - Bulgarien (UEFA grupp 2) | - Västtyskland (UEFA grupp 3) - Ungern (UEFA grupp 4) - Sovjetunionen (UEFA grupp 5) - England (UEFA grupp 6) | - Italien (UEFA grupp 7) - Tjeckoslovakien (UEFA grupp 8) - Argentina (CONMEBOL grupp 1) - Uruguay (CONMEBOL grupp 2) | - Colombia (CONMEBOL grupp 3) - Spanien (Playoff UEFA-CAF) - Jugoslavien (Playoff UEFA-AFC) - Mexiko (Playoff CONMEBOL-CONCACAF) |